# Жак Врінс
Жак Врінс (нід. Jacques Vriens, нар. 26 березня 1946 р., столиця провінції Нідерландів Північний Брабант – Гертогенбос) — відомий нідерландський дитячий письменник та драматург. Найвідомішою його працею є твір на реальних подіях «Восьмикласники не плачуть», 1999 р., за якою у 2011 р. поставили театральну виставу, а у 2012 р. режисер Денніс Ботс екранізував історію, знявши фільм «Хороші діти не плачуть».

## Біографія

### Дитинство
Жак Врінс народився 26 березня 1946 р. у столиці провінції Нідерландів Північний Брабант — Гертогенбос (у спілкуванні його називають Ден Бош). У 6 років переїхав з батьками до Гелмонда, в якому батьки заснували готель. Там же Жак почав писати п’єси і ставити їх з друзями, це йому сподобалось. Коли батьки розлучилися він з мамою та братом переїхав до Амстердаму. Він грав у драматичних виставах, хотів навчатися у театральній школі, пізніше вона стала навчальною.

### Початок кар'єри
Працював вчителем у школі Амстердаму, Абкауде. У 1983 році став директором початкової школи в с. Бакель. Крім того, написав сценарій для шоу «Tien torens diep».
У 1974 році він зіграв у телевізійній постановці молодіжний детектив Гаррі Гілена «Een Meester». Він зіграв звичну для нього роль: керівника школи.
У 2001 р. нагороджений королевою орденом Нідерландського Леву.

### Сімейний стан
Він одружений, має двох синів і живе у Гронсвельді, Південний Лімбург.

## Творчий доробок
Жак — відомий нідерландський дитячий письменник та драматург. Першу книгу опублікував у 1976 р. З 1993 р. почав постійно писати. 
Найвідомішою його працею є твір «Восьмикласники не плачуть», 1999 , яку екранізували у Нідерландах в 2012 р., вона ж 5 жовтня 2012 року отримала приз глядацьких симпатій «Золоте теля» на Нідерландському кінофестивалі в Утрехті, а також в Норвегії в 2014 р. (ремейк фільму 2012 р.).
Історія розповідає про дівчинку Аккі, яка одного разу захворіла на лейкемію. Прототипом героїні стала реальна учениця Жака Врінса у 8 класі початкової школи на ім'я Анке у кінці 1980-х – поч. 1990-х.
У квітні 2012 року вийшов епізод нідерландської телевізійної передачі «Воз'єднання» під назвою «Маленький капітан Бакель». В цьому епізоді показали зустріч Жака Врінса зі своїми учнями через 30 років. Крім того, зустріч була присвячена пам'яті Анке, у передачі також показали будинок сім'ї Анке та розказали справжню історію дівчинки.
Незважаючи на те, що його книжки зазвичай мають веселий характер, вони також стосуються серйозних тем, з якими діти можуть мати справу в початковій школі, таких як розлучення, расизм, знущання, серйозна хвороба, жорстоке поводження з дітьми та сексуальність.
5 жовтня 2011 року в театрі DeLaMar в Амстердамі відбулася прем’єра нового мюзиклу Жака Врінса: «Банда готелю Де Коренвольф — таємниця поцілунків гостей».  Для цього продовження Жак Врінс написав історію мюзиклу, яка також була опублікована у вигляді книги. Фемке Волтуіс написала пісні та виконала роль Оми. Ерік Бергсма створив музику. Сам він грає у виставах для дітей молодшого віку («Бабусині великі вуха...ж») та для дітей старшого віку («Як він це все вигадує?»).
Компанія Van Engelenburg Theatre Productions адаптує книги Жака Врінса до театральної вистави. Театральна вистава «Восьмикласники не плачуть» здобула премію Musicalworld Award 2011.